# Ядовники-Мокре
Ядовники-Мокре (пол. Jadowniki Mokre) — село в Польщі, у гміні Ветшиховиці Тарновського повіту Малопольського воєводства.
Населення — 981 особа (2011).

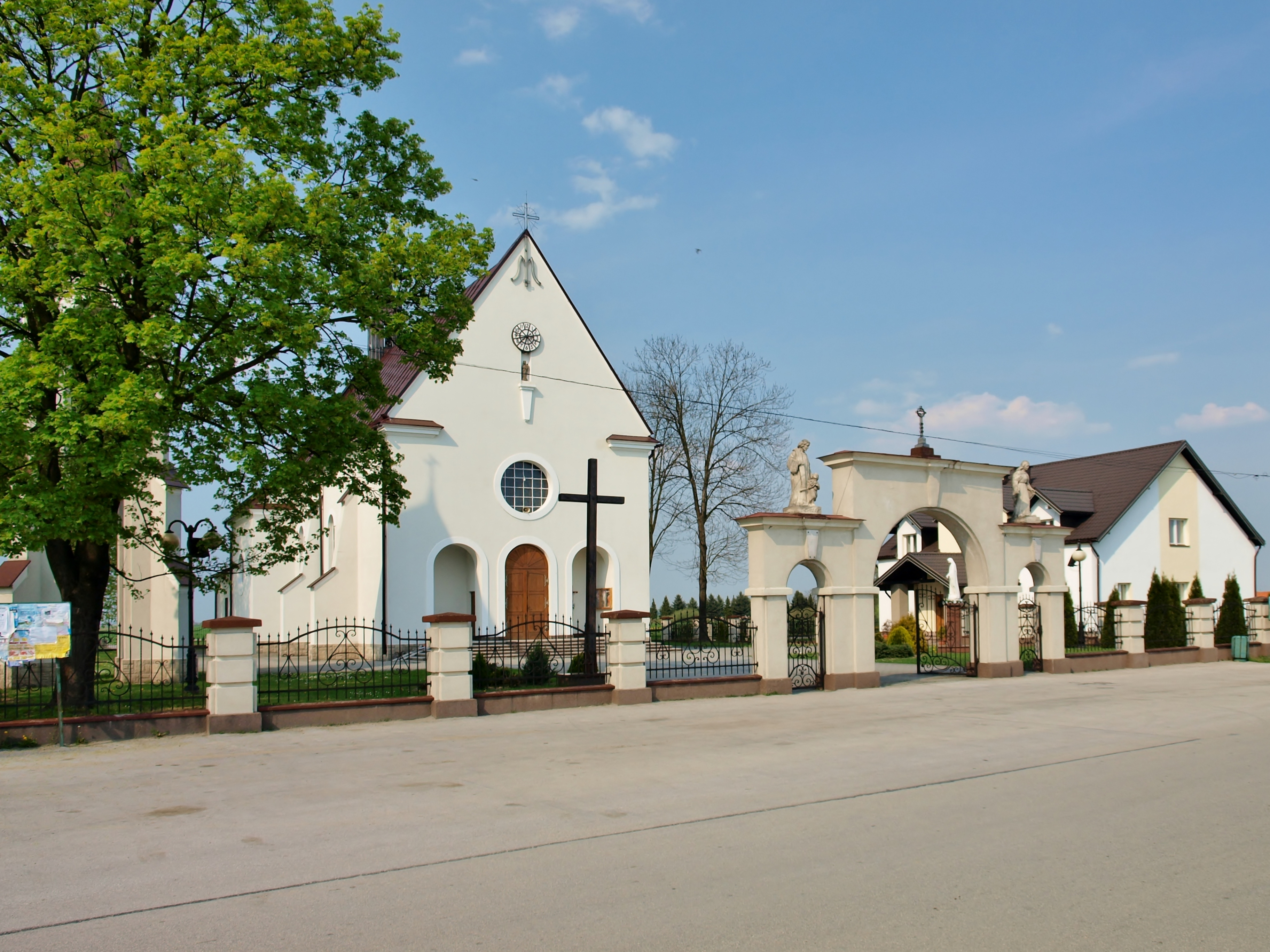
Церква Непорочного серця Діви Марії.

Відоме з XV століття. Місце народження Юзефа Ковальчика, архієпископа гнензненського і примаса Польщі (2010–2014).
У 1975-1998 роках село належало до Тарновського воєводства.

## Демографія
Демографічна структура станом на 31 березня 2011 року:
|          | Загалом | Допрацездатний вік | Працездатний вік | Постпрацездатний вік |
| -------- | ------- | ------------------ | ---------------- | -------------------- |
| Чоловіки | 503     | 113                | 320              | 70                   |
| Жінки    | 478     | 77                 | 260              | 141                  |
| Разом    | 981     | 190                | 580              | 211                  |